# ヨッピー・ピッピー
ヨッピー・ピッピーは、徳島県吉野川市のマスコットキャラクターである。

## 概要
2003年（平成15年）11月に旧吉野川遊園地のマスコットキャラクターとして誕生。2011年（平成23年）8月31日に吉野川遊園地が閉園後は、同年9月1日より吉野川市のマスコットキャラクターとして新たに誕生した。
吉野川と江川の水をモチーフとした2種類の妖精で、性別は男の子のヨッピーと女の子のピッピーの二人組である。

## 沿革
- 2003年（平成15年）11月 - 吉野川遊園地のマスコットキャラクターとして誕生[3]。
- 2011年（平成23年）08月31日 - 吉野川遊園地が閉園。
- 2011年（平成23年）09月01日 - 吉野川市のマスコットキャラクターとなる。